# Cholet
Cholet är en stad och kommun i Frankrike. Folkmängden uppgick till 54 074 invånare i början av 2022, på en yta av 87,47 km². Det fulla storstadsområdet (aire urbaine) hade 74 716 invånare 2007, på en yta av 285,5 km². Staden är bland annat känd för tillverkningen av näsdukar.

## Befolkningsutveckling
Antalet invånare i kommunen Cholet
| Referens: INSEE |